# کارل ویلهلم شیله
کارل ویلهلم شیله (به سوئدی: Carl Wilhelm Scheele) ‏ (۹ دسامبر ۱۷۴۲ – ۲۱ مه ۱۷۸۶)، یک داروساز آلمانی-سوئدی بود که در استان استراسوند سوئد به دنیا آمد. او به بسیاری از مفاد شیمی پی برد؛ که مهمترین کشف او کشف اکسیژن بود (با اینکه اولین بار به نام دوستش جوزف پریستلی منتشر شد) و همچنین کاشف مولیبدنوم، تنگستن و باریوم است. او کلرین را نیز قبل از همفری دیوی کشف کرد.

## زندگی
شیله در اشترالزوند، در غرب پومرانیا(آلمان امروزی)، که در آن زمان یک قلمرو سوئدی در داخل امپراتوری مقدس روم بود، به دنیا آمد. پدر شیله، یواخیم (یا یوهان) کریستین شیله، فروشنده غلات و آبجو از یک خانواده محترم پامرانیا بود.[نیازمند منبع] مادرش مارگارتا النور وارنکروس بود.
دوستان والدین شیله فن خواندن نسخه ها و معنی علائم شیمیایی و دارویی را به او آموختند. سپس، در سال ۱۷۵۷، در سن چهارده سالگی، کارل به عنوان شاگرد داروساز نزد یکی دیگر از دوستان خانوادگی و داروساز، مارتین آندریاس باخ، به گوتنبرگ فرستاده شد. شیله این سِمَت را برای هشت سال حفظ کرد. در این مدت او تا اواخر شب آزمایش هایی انجام می‌داد و آثار نیکلاس لمری، کاسپار نویمان، یوهان فون لوونسترن-کونکل و گئورگ ارنست استال (قهرمان نظریه فلوژیستون) را خواند. بسیاری از گمانه‌زنی‌های نظری بعدی شیله بر اساس استال بود.
در سال ۱۷۶۵ شیله زیر نظر داروساز پیشرو و آگاه سی.ام.کلشتورم در مالمو کار کرد و با آندرس جاهان رتزیوس که مدرس دانشگاه لوند و بعداً استاد شیمی در استکهلم بود، آشنا شد. شیله بین سال های ۱۷۶۷ و ۱۷۶۹ وارد استکهلم شد و به عنوان یک داروساز کار کرد. در این دوره او اسید تارتاریک را کشف کرد و به همراه دوستش رتزیوس، رابطه آهک زنده را با کربنات کلسیم مطالعه کرد. زمانی که در پایتخت بود، با چهره هایی از جمله آبراهام بک، پیتر یوناس برگیوس، بنگت برگیوس و کارل فریدریش فون شولتزنهایم نیز آشنا شد.
در پاییز ۱۷۷۰ شیله مدیر آزمایشگاه داروخانه بزرگ لاک در اوپسالا شد که در حدود ۴۰ مایلی شمال استکهلم است. این آزمایشگاه مواد شیمیایی را به پروفسور شیمی توربرن برگمن عرضه کرد. پس از آن که شیله واکنشی را تحلیل کرد که برگمن و دستیارش، یوهان گوتلیب گان، نتوانستند آن را حل کنند، دوستی بین شیله و برگمن ایجاد شد. واکنش بین نمک ذوب شده و اسید استیک بود که بخار قرمز تولید کرد. مطالعه بیشتر این واکنش بعداً به کشف اکسیژن توسط شیله انجامید (به «نظریه فلوژیستون» در زیر مراجعه کنید). بر اساس همین دوستی و احترام، شیله از آزمایشگاه برگمان استفاده رایگان می کرد. هر دو مرد از روابط کاری خود سود می بردند. در سال ۱۷۷۴ شیله توسط پیتر جوناس برگیوس به عنوان عضو آکادمی سلطنتی علوم سوئد نامزد شد و در ۴ فوریه ۱۷۷۵ انتخاب شد. در سال ۱۷۷۵ شیله همچنین برای مدت کوتاهی یک داروخانه در کوپینگ مدیریت کرد. بین پایان سال ۱۷۷۶ و آغاز سال ۱۷۷۷ شیله کسب و کار خود را در آنجا تأسیس کرد.
در ۲۹ اکتبر ۱۷۷۷، شیله برای اولین و تنها بار در نشست آکادمی علوم روی صندلی نشست و در ۱۱ نوامبر امتحان را به عنوان داروساز در کالج سلطنتی پزشکی گذراند و این کار را با بالاترین افتخارات به ثمر رساند. پس از بازگشت به کوپینگ، خارج از تجارتش، خود را وقف تحقیقات علمی کرد که منجر به مجموعه ای طولانی از مقالات مهم شد.
آیزاک آسیموف او را "شیله بدشانس" نامید، زیرا او چندین اکتشاف شیمیایی انجام داد که بعدها به نام دیگران ثبت شد.
شیله در ابتذا مانند پدرش نجار بود و بعد تصمیم گرفت که یک داروساز شود. دوره داروسازی او وقتی که فقط چهارده سال داشت با شاگردی در یک داروسازی در گوتنبورگ سوئد شروع شد. او این جایگاه را تا قبل از اینکه یک دارو فروش در مالمو شود تا هشت سال حفظ کرد. سپس او یک داروگر در استکهلم شد. او بین سالهای ۱۷۷۰ تا ۱۷۷۵ را در اوپسالا و بعد به کوپینگ سوئد رفت. در سال ۱۷۷۶ او توانست یک داروخانه برای خود بنا کند، که آن را از بیوه زن یک داروساز خریداری کرد. شیله بعد از کشف سیانید هیدروژن خودش قربانی آن شد و جان خود را از دست داد.

## نظریه های موجود قبل از شیله
شیله در زمانی که نوجوان بود، نظریه غالب گازها را آموخته بود که در دهه ۱۷۷۰ نظریه فلوژیستون بود. فلوژیستون، که به عنوان "ماده آتش" طبقه بندی می شود، قرار بود از هرگونه ماده سوختنی آزاد شود و وقتی تمام شد، احتراق متوقف می شود. هنگامی که شیل اکسیژن را کشف کرد، آن را "هوای آتش" نامید زیرا از احتراق پشتیبانی می کند. شیل اکسیژن را با استفاده از اصطلاحات فلوژیستیک توضیح داد زیرا معتقد نبود که کشف او نظریه فلوژیستون را رد کند.
قبل از اینکه شیل کشف اکسیژن کند، هوا را مطالعه کرد. تصور می شد که هوا عنصری است که محیطی را تشکیل می دهد که در آن واکنش های شیمیایی رخ می دهد، اما در واکنش ها دخالت نمی کند. تحقیقات شیل در مورد هوا به او این امکان را داد که به این نتیجه برسد که هوا مخلوطی از "هوای آتش" و "هوای ناپاک" است. به عبارت دیگر مخلوطی از دو گاز. Scheele آزمایش های متعددی انجام داد که در آنها موادی مانند نمک نمک (نیترات پتاسیم)، دی اکسید منگنز، نیترات فلزات سنگین، کربنات نقره و اکسید جیوه را حرارت داد. در تمام این آزمایش‌ها، او همان گاز را جدا کرد: "هوای آتش" خود، که به اعتقاد او با فلوژیستون در موادی که در طی واکنش‌های گرما آزاد می‌شوند ترکیب می‌شود.
با این حال، اولین نشریه او، Chemische Abhandlung von der Luft und dem Feuer، در سال 1775 به چاپگر سوئدروس تحویل داده شد، اما تا سال 1777 منتشر نشد، در آن زمان، جوزف پریستلی و آنتوان لاووازیه قبلاً داده های تجربی و نتیجه گیری های خود را در مورد اکسیژن و اکسیژن منتشر کرده بودند. نظریه فلوژیستون کارل برای یافتن اکسیژن با دو نفر دیگر، جوزف پریستلی و آنتوان لاووازیه اعتبار داشت. اولین نسخه انگلیسی، مشاهدات شیمیایی و آزمایشات روی هوا و آتش در سال 1780 با مقدمه ای به نام «رساله شیمیایی در مورد هوا و آتش» منتشر شد.

## نظریه فلوژیستون
شیله بدون تجهیزات آزمایشگاهی گران قیمتی که معاصر پاریسی‌اش آنتوان لاووازیه به آن عادت داشت، به نتایج بسیار پربار و مهمی دست یافت. از طریق مطالعات لاووازیه، پریستلی ، شیله، و دیگران، شیمی به یک علم استاندارد با رویه‌های سازگار تبدیل شد. اگرچه شیله نتوانست اهمیت کشف ماده‌ای را که لاووازیه بعداً اکسیژن نامید، درک کند، اما کار او برای کنار گذاشتن نظریه دیرینه فلوژیستون ضروری بود.
مطالعه شیله در مورد گازی که هنوز اکسیژن نامیده نشده بود، به دلیل شکایت توربرن اولوف برگمن، استاد دانشگاه اوپسالا، که در نهایت دوست شیله شد، انجام شد. برگمن به شیله اطلاع داد که نمکی که او از کارفرمای شیله خریداری کرده بود، پس از حرارت دادن طولانی، هنگامی که با اسید استیک تماس پیدا کرد، بخارات قرمز رنگی تولید کرد (که اکنون به نام دی اکسید نیتروژن شناخته می شود). توضیح سریع شیله این بود که نمک با گرما فلوژیستون را جذب کرده است (به عبارت مدرن به نیتریت کاهش یافته است) و هنگامی که با یک اسید (حتی یک اسید ضعیف) ترکیب می شود، یک گاز فلوژیستیک جدید به عنوان یک اصل فعال تولید می کند.
برگمن در ادامه پیشنهاد کرد که شیله خواص اکسید منگنز (IV) را تجزیه و تحلیل کند. شیله از طریق مطالعات خود در مورد اکسید منگنز (IV) بود که مفهوم خود را از "هوای آتش" (نام او برای اکسیژن) توسعه داد. او در نهایت با حرارت دادن اکسید جیوه، کربنات نقره، نیترات منیزیم و سایر نمک های نیترات اکسیژن به دست آورد. شیله در مورد یافته های خود به لاووازیه نوشت که توانست اهمیت نتایج را ببیند. کشف اکسیژن او (حدود ١٧٧١) از نظر زمانی زودتر از کارهای مربوط به پریستلی و لاووازیه بود، اما او این کشف را تا سال ١٧٧٧، پس از انتشار هر دو رقیبش منتشر نکرد.
اگرچه شیله همیشه به نوعی از نظریه فلوژیستون اعتقاد داشت، کار او فلوژیستون را به شکل غیرعادی ساده‌ای کاهش داد، که تنها با این واقعیت پیچیده بود که شیمیدانان زمان شیله هنوز معتقد بودند که نور و گرما عناصر هستند و باید در ترکیب با آنها یافت شوند. . بنابراین، شیله فرض کرد که هیدروژن از فلوژیستون (اصل کاهشی که هنگام سوختن اجسام از بین می رود) به اضافه گرما تشکیل شده است. شیله حدس می‌زد که هوای آتشین یا اکسیژن او (که بخش فعال هوا را یافت و تخمین زد که یک چهارم هوا را تشکیل می‌دهد) با فلوژیستون موجود در اجسام ترکیب شده و نور یا گرما تولید می‌کند (فرض می‌شود نور و گرما از متفاوتی تشکیل شده‌اند. نسبت فلوژیستون و اکسیژن).
هنگامی که شیمیدانان دیگر بعداً نشان دادند که آب هنگام سوزاندن هیدروژن تولید می شود و زنگ زدن فلزات به آنها وزن اضافه می کند و عبور آب از روی آهن داغ هیدروژن می دهد، شیله نظریه خود را اصلاح کرد تا پیشنهاد کند که اکسیژن نمک (یا "اصل شور" آب است). و هنگامی که به آهن اضافه می شد، آب تولید می شد که به عنوان زنگ وزن آهن را اضافه می کرد.

## عناصر و ترکیبات جدید
شیله علاوه بر شناخت مشترک خود برای کشف اکسیژن، اولین کسی بود که عناصر شیمیایی دیگری مانند باریم (۱۷۷۲)، منگنز (۱۷۷۴)، مولیبدن (۱۷۷۸)، و تنگستن (۱۷۸۱)، را کشف کرد. و همچنین چندین ترکیب شیمیایی، از جمله اسید سیتریک، اسید لاکتیک، گلیسرول، سیانید هیدروژن (همچنین در محلول آبی، به عنوان اسید پروسیک نیز شناخته می شود)، هیدروژن فلوراید، و سولفید هیدروژن (1777). علاوه بر این، او فرآیندی مشابه پاستوریزه کردن را کشف کرد، [19] همراه با ابزاری برای تولید انبوه فسفر (1769) که منجر به تبدیل شدن سوئد به یکی از تولیدکنندگان پیشرو کبریت در جهان شد.
گاز کلر
شیله یک کشف علمی بسیار مهم دیگر را در سال ١٧٧٤ انجام داد که مسلماً انقلابی تر از جداسازی اکسیژن او بود. او آهک، سیلیس و آهن را در نمونه پیرولوزیت (دی اکسید منگنز ناخالص) که توسط دوستش، یوهان گوتلیب گان به او داده شده بود، شناسایی کرد، اما نتوانست یک جزء اضافی را شناسایی کند (این منگنز بود، که شیله تشخیص داد که به عنوان یک ماده جدید وجود دارد. عنصر، اما نمی تواند جدا شود). هنگامی که او پیرولوزیت را با اسید هیدروکلریک در یک حمام ماسه گرم درمان کرد، یک گاز زرد مایل به سبز با بوی قوی تولید شد. او متوجه شد که گاز در ته یک بطری باز فرو رفته و از هوای معمولی چگال تر است. وی همچنین خاطرنشان کرد که این گاز در آب محلول نیست. چوب پنبه‌ها را به رنگ زرد درآورد و تمام رنگ‌ها را از کاغذ تورنسل آبی مرطوب و تعدادی گل پاک کرد. او این گاز با قابلیت سفید کنندگی را «اسید موریاتیک دفلوژیسته شده» (اسید کلریدریک زدایی شده یا اسید هیدروکلریک اکسید شده) نامید. در نهایت، سر همفری دیوی با اشاره به رنگ سبز کم رنگ آن، گاز را کلر نامید.
خواص سفید کنندگی کلر در نهایت توسط برزلیوس به یک صنعت تبدیل شد و تا سال ١٨٢٤ پایه و اساس دومین صنعت ضدعفونی و بوزدایی بافت های پوسیده و زخم ها (از جمله زخم های انسان زنده) در دست لاباراک شد.

## دوره زندگی علمی شیله
با وجود فقدان مراکز کامل آموزشی شیله به روشنی یک استعداد غریزی برای آزمایش کردن داشت. شیله با اینکه در آموزش رسمی محدود بود ولی با موفقیتهایش همه را شگفت زده کرده بود. او واقعاً تلاش می‌کرد که هرآنچه در توانش است، یاد بگیرد بخاطر همین شبها تا دیروقت بیدار می‌ماند و کتابهای مختلف شیمی مطالعه می‌کرد.

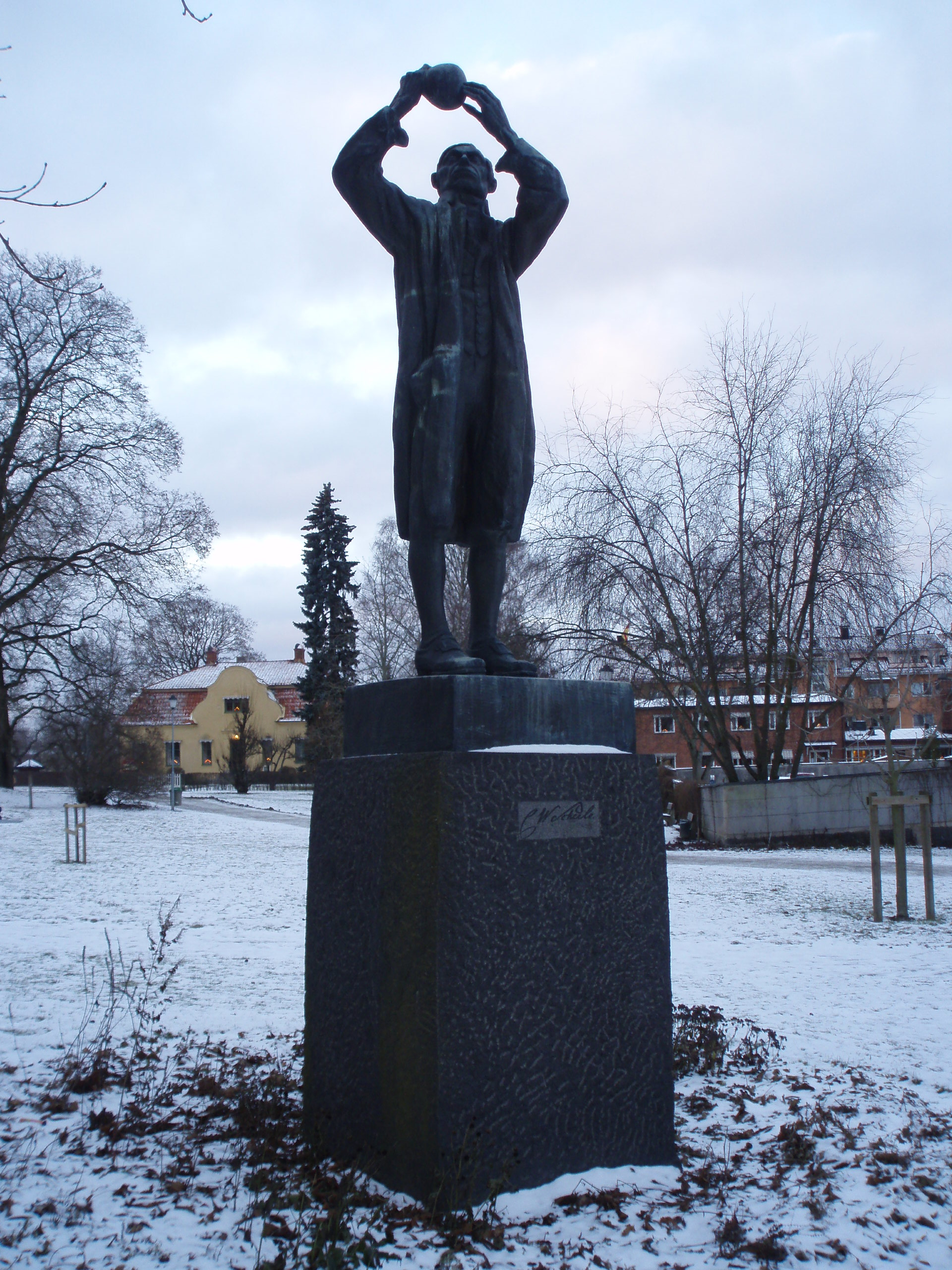
مجسمه شیله در شهر شوپینگ

برخلاف دانشمندانی مثل آنتوان لاووازیه و ایزاک نیوتن، شیله دانشمندی بود که وسعت شناخت بیشتری داشت. او هنوز توانایی کشفهای علمی را داشت. شیله باعث شد که حقوق اعضای انجمن علمی اروپا کمتر شود. فردریک به او مدال برلین داد و دولت انگلستان برای او مبالغی بخاطر کارهایش تقدیم کرد؛ ولی شیله در همان داروخانه قبلی ماند تا به مشتریان باوفایش خدمت کند.
شیله خیلی از یافته‌هایش را در شیمی، قبل از دانشمندان برجسته‌ای که این یافته‌ها را به آنها نسبت می‌دهند کشف کرد. یکی از مشهورترین یافته‌های او فراورده اکسیژن بود به‌طوری که بسیاری از شیمی دانان را در سالهای ۱۷۷۱-۱۷۷۲ به شگفت آورد. گرچه او، آن عنصر را به اسم اکسیژن معرفی نکرد. این کار او باعث سقوط اثباتش شد و چندی بعد آنتو ان لاووازیه در آگوست ۱۷۴۴ دومین بیان را در مورد این گاز ارائه داد و در سال ۱۷۷۵، اکسیژن را در اسمی جدید در کتابش منتشر کرد.

## مرگ
در پاییز ۱۷۸۵، شیله از علائمی که به عنوان بیماری کلیوی توصیف می شود رنج می برد. در اوایل سال ١٧٨٦، او همچنین به بیماری پوستی مبتلا شد، که همراه با مشکلات کلیوی، او را چنان ناتوان کرد که می‌توانست مرگ زودهنگام را پیش‌بینی کند. با این حساب، دو روز قبل از مرگ با بیوه سلف خود، پولل ازدواج کرد تا بتواند مالکیت بلامنازع خود را به داروخانه خود و دارایی خود را به او واگذار کند.
در حالی که آزمایش‌های شیله موادی تولید می‌کرد که مدت‌هاست مشخص شده بود خطرناک هستند، ترکیبات و عناصری که او برای شروع آزمایش‌هایش استفاده کرد، برای شروع خطرناک بودند، به‌ویژه فلزات سنگین. مانند بسیاری از معاصران خود، در عصری که روش‌های کمی برای شناسایی شیمیایی وجود داشت، شیله هر ماده جدیدی را که کشف می‌کرد، بو و مزه می‌کرد. قرار گرفتن انباشته در معرض آرسنیک، جیوه، سرب، ترکیبات آنها و شاید اسید هیدروفلوئوریکی که او کشف کرده بود، و نیز مواد دیگر، تلفات خود را بر روی شیله گذاشت که در سن ٤٣ سالگی در ٢١ مه ١٧٨٦ در خانه اش در کوپینگ درگذشت.
پزشکان گفتند که او بر اثر مسمومیت با جیوه جان باخته است.